# Folio Cloud
Fabasoft Folio Cloud — это программный продукт австрийского концерна Fabasoft основанный на облачных вычислениях. Впервые был представлен широкому вниманию в январе 2010 года. По замыслу разработчиков продукт должен предоставить возможность для безопасного электронного документооборота и проектной работы. На ганноверской выставке электроники CeBIT 2012 ПО было отмечено как лучшее решение электронного документооборота для среднего и малого бизнеса.

## Особенности
Folio Cloud позиционируется как облачный сервис для сотрудничества через интернет. Программное обеспечение объектно-ориентированное, что позволяет расширять функциональность с помощью облачных приложений (Cloud Apps). Производитель гарантирует, что ПО разработано исключительно на основе свободного программного обеспечения (Open Source). Интерфейс локализован и доступен на 19 языках, в том числе и на русском.
В качестве инструмента для сотрудничества предлагается использовать Рабочую комнату (Teamroom).
Поставщик Folio Cloud заявляет о сертификации в соответствии стандартам безопасности ISO 27001, ISO 20000, ISO 9001, SAS 70 Typ II и европейскому стандарту документооборота MoReq2.
Fabasoft заявляет поддержку всех основных браузеров, основных операционных систем и большинства устройств для Folio Cloud. Приложения для мобильных устройств можно найти в Google Play Store и Apple App Store. Поддержка открытых стандартов WebDAV, CalDAV und CMIS должна обеспечить функциональность также на основных мобильных системах Apple, Android, Blackberry, WindowsPhone 7
В качестве мобильного поиска в Folio Cloud используется собственная поисковая система Fabasoft Mindbreeze.
Существуют различные варианты Folio Cloud отличающиеся функционалом.